# Лубана
Лу́бана (латыш. Lubānaо файле) — город (с 1992) на востоке Латвии, в составе Мадонского края. Расположен к северо-востоку от Мадоны на реке Айвиексте. Население — 1934 человека, преимущественно латыши.
В городе находится лютеранская церковь, католическая церковь, детский сад и школа.

## История
В советское время Лубана была посёлком городского типа и центром Индранского сельсовета Мадонского района. В посёлке располагалась центральная усадьба совхоза «Лубана».

## Транспорт

### Автодороги
К Лубане подходят региональные автодороги P82 Яункалснава — Лубана и P83 Лубана — Дзелзава. Среди местных автодорог значима: V842 Лубана — Упатниеки.

### Автобусное сообщение
Основные маршруты:
- Лубана — Мадона — Рига
- Лубана — Балвы